# Liste des compagnies aériennes disparues en Afrique
 (octobre 2023).
Voici une Liste des compagnies aériennes disparues d'Afrique.

## Afrique du Sud
- 1time (2004-2012)
- Avia Airlines (1995)
- Charlan Air Charter (1992–2006)
- Flitestar (1991–1993)
- Intensive Air (1989–2002)
- Maiden Air (2003 - 03)
- Nationwide Airlines (1995 - 2008)
- Pelican Air Services (2001-2009)
- Sun Air (a cessé son activité en 1999)
- Trek Airways (1953–1994)
- Union Airways (1929–34)
- Velvet Sky (2011–2012)
- Skywise (2013–2015)

## Algérie
- Antinea Airlines (1999-2003)
- Ecoair International (1999-2002)
- Khalifa Airways (1999-2003)

## Angola
- Aero Voar (1994-98)
- Air Angol (1997-99)
- Air Nef (2001 - 01)
- Air Pesada (1999-2000)
- CTA (Consórcio Técnico de l'Aeronautica) (1978-79)
- Ecomex Air Cargo (1996-98)
- Ibis Air (1995-99)
- Uralex (2000 - 00)

## 

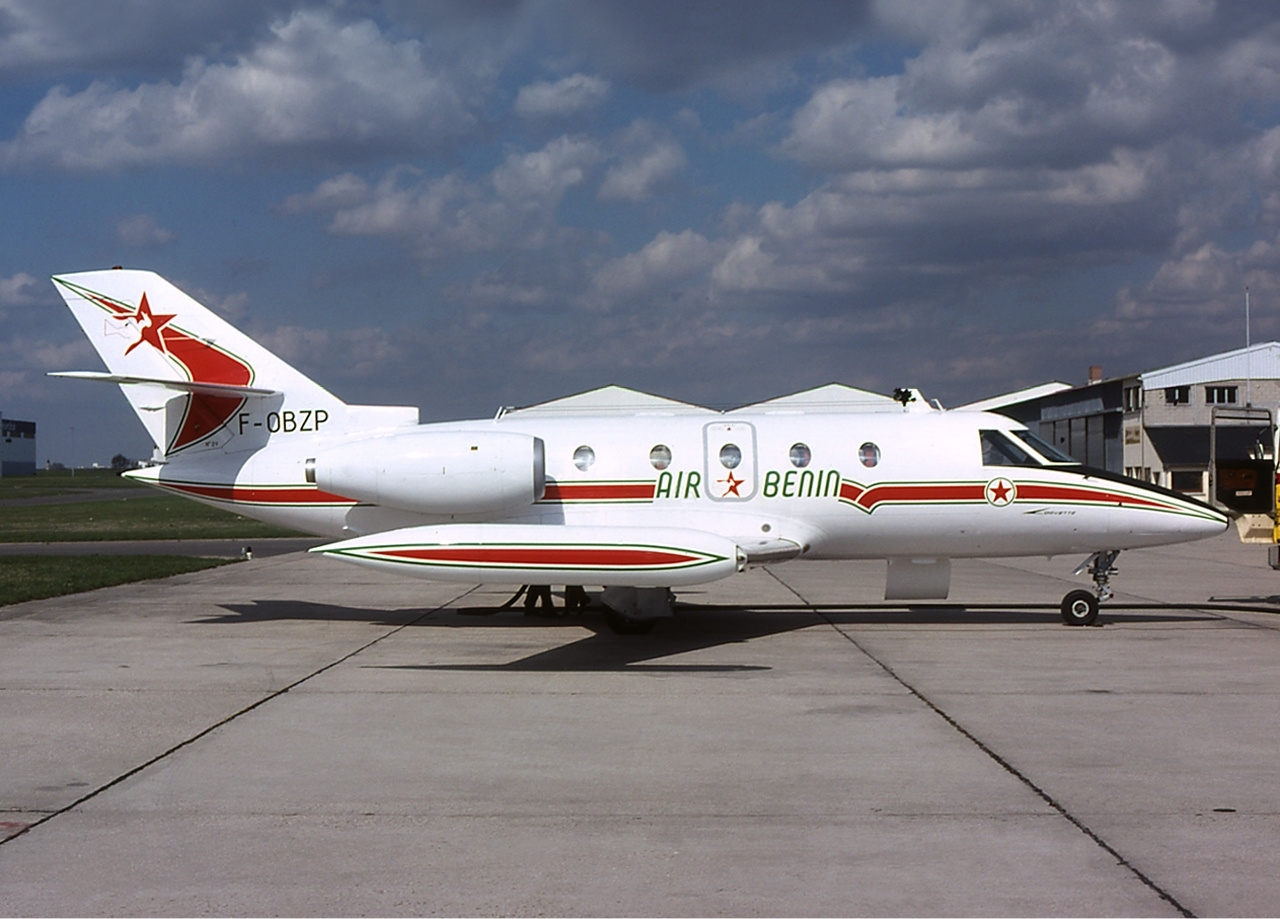
Une SN-601 Corvette d'Air Benin en 1979.

## Bénin
- Afric'Air Charter (en) (2002-2004)
- Air Benin (1978-1987)
- Benin Golf Air (2002-2012)
- Trans Air Benin (2000-2016)
- West African Airlines (en) (2003-2004)

## Botswana
- Botswana Airways (1969-72)
- Botswana National Airways (1969)

## Burundi
- Air Burundi
- City Connexion Airlines
- Royal Air Burundi (1962-1963)
- Service des Transports Aériens du Burundi (rebaptisé Air Burundi)

## Cameroun
- Cameroon Airlines (1986-2010)

## Cap-Vert
- Halcyonair (2005-2013)

## Comores
- Air Comores
- Continental Wings-Comores Airlines
- Grand Comoros[1]

## République démocratique du Congo
- Air Africa
- Air Congo
- Air Zaïre
- Kinshasa Airways
- Korongo Airlines
- Malila Airlift (puis Malift Air)
- Scibe Airlift (1979–2002)

## République du Congo
- Aéro Fret Business
- Air Congo International
- Bravo Air Congo Brazzaville
- Brazza Airways
- Clesh Aviation
- Lina Congo
- Mani Air Frêt
- Mistral Aviation
- Natalco Air Lines
- Protocole Aviation
- Sococi Airways

## Djibouti
- Air Djibouti

## Égypte
- Air Cargo Egypt
- Alim Airlines (1993–97)
- Arabia - Arab International Airlines (1979–81)
- Flash Airlines
- Heliopolis Airlines (1995-2001, devenu Flash Airlines)
- Misr Air (rebaptisé Egypt Air)
- Misr Airlines (rebaptisé Misr Air)
- Misr Airworks (rebaptisé Misr Airlines)
- North African Airways (1980–89)
- Orca Air (1996–2002)
- Pan Egypt International
- Scorpio Aviation (1980–2002)
- Shorouk Air (1992–2003)
- United Arab Airlines créée par l’Égypte, la Jordanie et la Syrie
- ZAS Airlines (1982–95)

## Guinée équatoriale
- Aerolíneas de Guinea Ecuatorial
- Air Guinea
- Ave de Guinea
- Bata International Airways
- COAGE - Compania Aérea de Guinea Ecuatorial
- Confort Airlines
- Ducor World Airlines
- Ecuato Guineana de Aviación
- Equatorial Cargo
- EuroGuineana de Aviación
- General Work Aviacion
- GETRA - Guinea Ecuatorial de Transportes Aéreos
- Guinea Lineas Aéreas
- KNG Transavia Cargo
- Líneas Aéreas de Guinea Ecuatorial
- Lotus Airways
- Prompt Air GE
- Star Equatorial Airlines
- UTAGE - Union de Transporte Aéreo de Guinea Ecuatorial

## Érythrée
- Red Sea Air

## Gabon
- Air Gabon (1977–2006)
- Compagnie Aerienne Gabonaise (1951–68, devenue Air Gabon)
- Gabon Express (1988–2004)
- Trans Gabon

## Gambie
- Gambia Bird

## Ghana
- Afra Airlines (2003–05)
- AfraCityLink
- Air Charter Express
- CTK – CiTylinK
- Continental Cargo Airlines
- Eagle Atlantic
- Fly540 Ghana
- Ghana Airways (1958–2004)
- Ghana International Airlines (2005-2010)
- GM Airlines
- Johnson's Air
- Race Cargo Airlines
- Sobel Air

## Guinée
- Air Guinée (puis Air Guinée Express)
- Air Guinée International
- Brise Air
- GR Avia
- Guinée Air Service
- Guinée Express Aviation
- Guinée Paramount Airlines
- Sky Guinée Airlines
- UTA - Union des Transports Africains de Guinée

## Guinée-Bissau
- Transportes Aéreos da Guiné-Bissau

## Côte d'Ivoire
- Air Afrique (1961-2002)
- Air Inter Ivoire
- Air Ivoire (1960-2011)
- Ivoire Airways
- OpedAir
- Panafricain Airways
- Sophia Airlines

## Kenya
- Air Kenya (puis Airkenya, 1985)
- Flamingo Airlines (2000–03)
- Kencargo Airlines International (2001–04)
- Mombasa Air Services (1974–85)
- Regional Air (2000–03)
- Sunbird Aviation (puis Airkenya, 1985)

## Lesotho
- Lesotho Air (Lesotho Airways, 1979-1996)

## Liberia
- Air Liberia

## Libye
- Air Jamahirya (2001, intégré à la Libyan Arab Airlines)
- Libyan Arab Airlines (2006, rebaptisé Libyan Airlines)
- United Libya Airlines (1962–1965)

## Mali
- Air Mali

## Mauritanie
- Air Mauritanie (1962-2007)

## Maurice
- Catovair (2005-2008)

## Maroc
- Air Atlas (1946-1953)
- Air Atlas Express (2002-2004)
- Jet4you.com
- Mondair

## Mozambique
- Air Corridor (2004-2008)

## Namibie
- Namib Air (rebaptisé Air Namibia)

## Nigeria
- ADC Airlines (1984–2007)
- Afrijet Airlines
- Air Nigeria
- Albarka Air (1999–2007)
- Bellview Airlines (1992-2009)
- Capital Airlines (2003-2009)
- Chrome Air Service (1990–2007)
- Dasab Airlines (2007)
- EAS Airlines (1983–2006, puis Nicon Airways)
- Falcon Airlines
- Fresh Air (2007)
- Merchant Express Aviation
- Nexus Aviation
- Nigeria Airways (1958–2003)
- Nigerian Eagle Airlines (2009–2010, rebaptisé as Air Nigeria)
- Nigerian Global Airlines (lancée en 2003 mais n'a jamais été opérationnelle)[2]
- Okada Airlines
- RiteTime Aviation
- Selcon Airlines (1993)
- Sky Executive Airlines
- Skypower Express Airways (1985–2007)
- Slok Air (a cessé en 2004, puis Slok Air Gambia)
- Sosoliso Airlines (1994–2007)
- Space World Airline (grounded 2007)
- Virgin Nigeria Airways (2005–2009, rebaptisé Nigerian Eagle Airlines)

## Ouganda
- Alliance Air
- DAS Air Cargo
- East African Airlines
- East African Airways
- Uganda Airlines (a cessé ses opérations en 2001)
- Victoria International Airlines (ou VIA Uganda)

## La Réunion
- Air Bourbon (2002-04)

## Sierra Leone
- Air São Tomé and Príncipe  (1993–2006)

## Sénégal
- Air Sénégal (1971-2009)
- Sénégal Airlines (2009-2016)

## Sierra Leone
- Bellview Airlines
- Transatlantic Airlines

## Somalie
- Somali Airlines

## Soudan du Sud
- Southern Star Airlines (2011)

## Soudan
- Sarit Air Lines

## Eswatini
- Royal Swazi National Airways (1978-1999)
- Swazi Express Airways (1995-2008)

## Tanzanie
- Air Express (2002-2006)

## Togo
- Africa West Airlines
- Air Horizon (2004-2007)
- Air Togo

## Tunisie
- Karthago Airlines

## Zambie
- Aero Zambia (cessation d'activité en 2000)
- Zambezi Airlines (2008-2012)
- Zambia Airways (1967–95)
- Zambian Air Cargoes (c1966-1969)
- Zambian Express Airways

## Zimbabwe
- Affretair (a cessé ses opérations en 1998)
- Air Rhodésie (1967-1979, rebaptisée Air Zimbabwe-Rhodésie)
- Air Zambèze (1998-2002)
- Air Zimbabwe (1980-2012)
- Air Zimbabwe-Rhodésie (1979-1980, est devenu Air Zimbabwe)
- Central African Airways (a cessé ses activités en 1968)
- Expédition Airways
- Zimbabwe Express Airlines